# SEAT Córdoba WRC
La SEAT Córdoba WRC è una versione sportiva della SEAT Córdoba, specificatamente progettata per partecipare al Campionato del mondo rally, in cui ha gareggiato dal 1998 al 2000 ottenendo come migliore risultato il terzo posto in tre occasioni: con Harri Rovanperä e Toni Gardemeister nella stagione 1999 e con Didier Auriol nel 2000.

## Seat Cordoba WRC

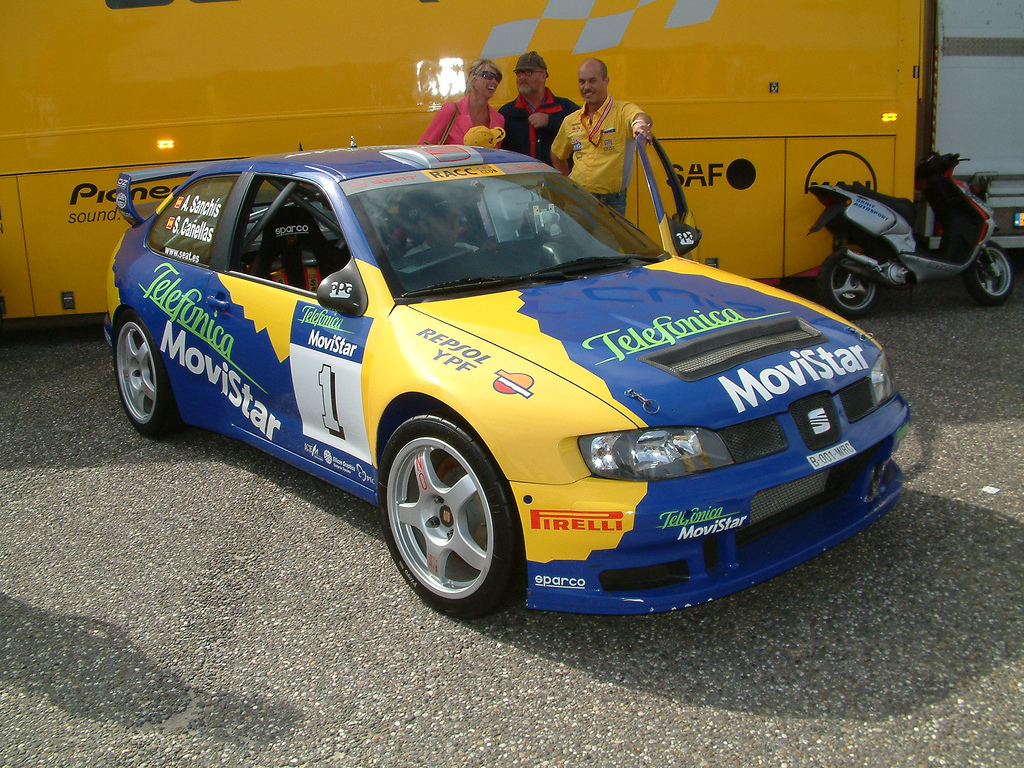
Cordoba WRC

Dopo i numerosi successi conquistati con la Seat Ibiza Kit Car nella categoria riservata alle vetture 2.0 litri a trazione anteriore, la dirigenza della casa spagnola autorizzò la creazione di una vettura da iscrivere al campionato WRC.
Le dimensioni minime dettate dal regolamento imposero la scelta della Cordoba che, al tempo, era l'unica vettura a listino in linea con dette norme nonostante lo schema e la disposizione dei pesi fossero poco indicati per un utilizzo sportivo.
Le tempistiche contratte resero necessario il ricorso a aziende esterne per la realizzazione di alcuni particolari della vettura tra cui Prodrive per la trasmissione, Hewland per la realizzazione di un cambio sequenziale, Matter per la scocca e Snobeck per la preparazione del motore.
Il risultato fu una vettura 3 volumi a trazione integrale spinta da un quattro cilindri in linea 16v di 1995 cm3, sovralimentato da un Turbocompressore Garrett TR30R, capace di 300CV e 471Nm di coppia a 3500 giri/min, per 1230 kg, il minimo previsto per la categoria.
Interessante anche la ciclistica basata su uno schema MacPherson con ammortizzatori a gas Öhlins e barre stabilizzatrici regolabili direttamente dall'abitacolo, il comparto frenante, invece era costituito da dischi ventilati con diametro fino a 390mm all'anteriore accoppiati a pinze a 6 pompanti raffreddate ad acqua, e da dischi da 280 mm al posteriore abbinati a pinze a 4 pompanti.

### Stagione 1998
Gli spagnoli si presenteranno al via della stagione schierando la coppia Harri Rovanperä - Risto Pietiläinen a cui si affiancheranno, alternandosi, Oriol Gomez Marco - Marc Martí Moreno, Marc Duez - Luc Manset e Gwyndaf Evans - Howard Davies.
La stagione di esordio si rivelò povera di risultati consegnando agli annali 4 ritiri e un sesto posto assoluto come miglior risultato.

### Stagione 1999
Confermato Rovanperä come prima guida, Seat decise di assumere un secondo pilota in grado di sviluppare l'auto, la scelta ricadde sull'esperto driver italiano Piero Liatti navigato da Carlo Cassina.
Lungo la stagione Liatti verrà sostituito da Marcus Grönholm - Timo Rautinen, Toni Gardemeister - Paavo Lukander e Evans - Davies.
Già dalla gara inaugurale, il Rally di Monte Carlo, la vettura si dimostrerà competitiva permettendo a Liatti di conquistare la sesta piazza assoluta seguito dal compagno di squadra; la vettura verrà sostituita dal decimo appuntamento stagionale, il rally di finlandia, dopo essere andata a punti in ben quattro gare con un terzo posto come miglior risultato.

## Seat Cordoba WRC EVO2
La nuova evoluzione della Seat Cordoba WRC, denominata EVO2, resa necessaria per compensare il gap rispetto alle avversarie e mitigare i problemi di raffreddamento che affliggevano la prima versione, venne presentata, come da consuetudine per la casa spagnola, al rally di Finlandia.
Le migliorie riguardavano vari aspetti della vettura, tra cui il motore, ora capace di 315 cv e 520Nm di coppia a 3500 giri/min e il pacchetto aerodinamico che vedeva l'adozione di profili e prese d'aria modificati.

### Stagione 1999
La nuova vettura si rivelerà estremamente competitiva, andando a punti in 4 dei 5 eventi disputati e, nonostante i 14 ritiri complessivi in stagione, consentirà al team spagnolo di andare a punti in 8 gare su 14 e di finire il campionato al quinto posto nella classifica costruttori.

### Stagione 2000
SEAT Sport si presenterà ai nastri partenza della prima stagione del nuovo millennio eleggendo come alfiere il veterano e forte asfaltista Didier Auriol che, in coppia con Denis Giraudet, sarà il portacolori della squadra vestita di giallo.
Gli spagnoli schiereranno 3 vetture in molti degli eventi stagionali affidandole, oltre al succitato Auriol, ai soliti Gardemeister,  Rovanperä e Evans, oltre a Rui Madeira - Fernando Prata, Salvador Canellas JR - Carlos del Barrio, Raphael Sperrer - Per Carlsson e Renaud Verreyd - Jean-Francoise Elst.
Come per la versione precedente la vettura verrà sostituita dalla sua evoluzione, la EVO3, a partire dalla gara finlandese avendo raccolto punti solo in due eventi degli otto disputati.

## Seat Cordoba WRC EVO3
Il canto del cigno della Seat Cordoba WRC, la EVO3, venne approntata per il debutto all' Exide Rally, che si sarebbe tenuto in Finlandia e sarebbe servito per preparare il terreno all'ingresso ufficiale nel campionato mondiale, in sostituzione della versione precedente.
Sfortunatamente, durante una sessione di test, Gardemeister fu protagonista di una brutta uscita di strada che culminò con la distruzione della vettura impedendo quindi di partecipare a questo evento preliminare.
Le migliorie tecniche, comunque, furono principalmente incentrate sull'ottimizzazione dei pesi e di natura aerodinamica mentre il comparto propulsivo non vide aumentare le proprie prestazioni.

### Stagione 2000
La seconda metà della stagione si concluse senza risultati di spicco, vedendo le vetture spagnole a punti in sole due occasioni, nonostante alcune buone prestazioni ottenute lungo le Prove speciali.
Complice l'ingresso di Škoda nel WRC, con l'introduzione della Škoda Octavia WRC, il gruppo Volkswagen decise per il ritiro della casa spagnola che visse le ultime gare in un clima di disarmo nonostante gli sforzi per sviluppare la vettura.